# Melissa Gatto
Melissa Gatto Regonha (Toledo, Estado de Paraná, Brasil, 2 de mayo de 1996) es una artista marcial mixta profesional brasileña que en la división peso mosca de Ultimate Fighting Championship.

## Primeros años
Nació y creció en Toledo, Estado de Paraná, Brasil, con un hermano mayor y otro menor. Siguiendo a su hermano mayor, comenzó a entrenar Kung Fu a la edad de ocho años. Poco a poco, fue adquiriendo otras disciplinas hasta llegar a las artes marciales mixtas para desafiarse a sí misma. Cursó estudios en la Universidad Estatal del Oeste de Paraná, de donde se graduó como licenciada en idiomas.

## Carrera en las artes marciales mixtas

### Inicios
Acumuló un récord de 6-0-2 en el circuito regional brasileño antes de firmar un contrato con la UFC. En su último combate antes de la UFC, derrotó a la futura luchadora de la UFC Karol Rosa por sumisión en el primer asalto en Nação Cyborg 3.

### Ultimate Fighting Championship
Se esperaba que se enfrentara a Talita Bernardo el 11 de mayo de 2019 en UFC 237. Sin embargo, fue retirada del combate en los días previos al evento y sustituida por Viviane Araújo.
Se esperaba que se enfrentara a Julia Avila el 6 de julio de 2019 en UFC 239. Sin embargo, terminó retirándose citando una lesión y fue sustituida por Pannie Kianzad. Más tarde, salió a la luz la noticia de que fue de hecho retirada de la cartelera debido a que dio positivo por furosemida, un diurético. Se le impuso una suspensión de la USADA y pudo volver a competir el 5 de junio de 2020.
Se esperaba que se enfrentara a Mariya Agapova el 13 de junio de 2020 en UFC on ESPN: Eye vs. Calvillo. Sin embargo, se retiró por problemas de visa y fue sustituida por Hannah Cifers.
Debutó en la UFC contra Victoria Leonardo el 7 de agosto de 2021 en UFC 265. Ganó el combate por TKO en el segundo asalto.
Se enfrentó a Sijara Eubanks el 18 de diciembre de 2021 en UFC Fight Night: Lewis vs. Daukaus. En el pesaje, Eubanks pesó 127.5 libras, 1.5 libras por encima del límite del combate de peso mosca. El combate se desarrolló en un peso acordado. Ganó el combate por TKO en el tercer asalto. Esta victoria le valió el premio a la Actuación de la Noche.
Se enfrentó a Tracy Cortez el 7 de mayo de 2022 en UFC 274. Perdió el combate por decisión unánime.
Se esperaba que se enfrentara a Gillian Robertson el 17 de septiembre de 2022 en UFC Fight Night: Sandhagen vs. Song. Sin embargo, fue retirada del evento por razones no reveladas.

## Campeonatos y logros
- Ultimate Fighting Championship
  - Actuación de la Noche (una vez) vs. Sijara Eubanks[21]

## Récord en artes marciales mixtas
| Resultado | Récord | Oponente            | Método                                 | Evento                                | Fecha                    | Ronda | Tiempo | Localización      | Notas                                                                                       |
| --------- | ------ | ------------------- | -------------------------------------- | ------------------------------------- | ------------------------ | ----- | ------ | ----------------- | ------------------------------------------------------------------------------------------- |
| Victoria  | 9-2-2  | Tamires Vidal       | TKO (puñetazo al cuerpo)               | UFC Fight Night: Barboza vs. Murphy   | 18 de mayo de 2024       | 3     | 0:37   | Las Vegas, Nevada | Pelea de Peso Gallo                                                                         |
| Derrota   | 8-2-2  | Ariane Lipski       | Decisión (dividida)                    | UFC on ESPN: Strickland vs. Magomedov | 1 de julio de 2023       | 3     | 5:00   | Las Vegas, Nevada |                                                                                             |
| Derrota   | 8-1-2  | Tracy Cortez        | Decisión (unánime)                     | UFC 274                               | 7 de mayo de 2022        | 3     | 5:00   | Phoenix, Arizona  |                                                                                             |
| Victoria  | 8-0-2  | Sijara Eubanks      | TKO (patada al cuerpo y puñetazos)     | UFC Fight Night: Lewis vs. Daukaus    | 18 de diciembre de 2021  | 3     | 0:45   | Las Vegas, Nevada | Combate de peso acordado (127.5 libras); Eubanks no alcanzó el peso. Actuación de la Noche. |
| Victoria  | 7-0-2  | Victoria Leonardo   | TKO (parada médica)                    | UFC 265                               | 7 de agosto de 2021      | 2     | 5:00   | Houston, Texas    |                                                                                             |
| Victoria  | 6-0-2  | Karol Rosa          | Sumisión (kimura)                      | Nação Cyborg 3                        | 29 de septiembre de 2018 | 1     | 4:19   | Curitiba          | Combate de peso gallo.                                                                      |
| Empate    | 5-0-2  | Sidy Rocha          | Empate (dividido)                      | Pantanal Fight Champions 2            | 7 de julio de 2018       | 3     | 5:00   | Corumbá           | Por el Campeonato de Peso Mosca de la PFC.                                                  |
| Victoria  | 5-0-1  | Joice de Andrade    | Sumisión (barra de brazo)              | Clev Fight 1                          | 5 de mayo de 2018        | 1     | 2:34   | Clevelândia       |                                                                                             |
| Victoria  | 4-0-1  | Kethylen Rothenburg | Sumisión (barra de brazo)              | Nação Cyborg 1                        | 7 de abril de 2018       | 1     | 1:36   | Colombo           | Combate de peso gallo.                                                                      |
| Empate    | 3-0-1  | Edna Oliveira Ajala | Empate (mayoritario)                   | Bonito Eco Fight Combat 2             | 23 de septiembre de 2017 | 3     | 5:00   | Bonito            |                                                                                             |
| Victoria  | 3-0    | Rafaela Thomazini   | Sumisión (estrangulamiento por detrás) | Spartacus Circuit 9                   | 9 de septiembre de 2017  | 1     | 1:09   | Cascavel          |                                                                                             |
| Victoria  | 2-0    | Taynara Silva       | Decisión (unánime)                     | Pantanal Fight Champions              | 12 de agosto de 2017     | 3     | 5:00   | Corumbá           | Debut en el peso mosca.                                                                     |
| Victoria  | 1-0    | Alexandra Alves     | Decisión (unánime)                     | Spartacus Circuit 8                   | 10 de diciembre de 2016  | 3     | 5:00   | Cascavel          | Debut en el peso pluma.                                                                     |